# Cyathophorella tenera
Cyathophorella tenera là một loài rêu trong họ Daltoniaceae. Loài này được Bosch & Sande Lac. M. Fleisch. mô tả khoa học đầu tiên năm 1908.